# ウェイン・クラマー
ウェイン・クラマー（Wayne Kramer）は、南アフリカ共和国の映画監督、脚本家である。

## 経歴
ヨハネスブルグ出身。ウィリアム・H・メイシー主演のダーク・コメディ『The Cooler』で2003年に監督デビュー。2006年にポール・ウォーカー主演のアクション映画『ワイルド・バレット』を、2009年にハリソン・フォード主演のドラマ映画『正義のゆくえ I.C.E.特別捜査官』を手がける。2013年、アダム・ミナロヴィッチ脚本の『スティーラーズ』を監督する。

## フィルモグラフィー
- The Cooler（2003年）
- ワイルド・バレット（2006年）
- 正義のゆくえ I.C.E.特別捜査官（2009年）
- スティーラーズ（2013年）